# Acrochordonichthys septentrionalis
Acrochordonichthys septentrionalis е вид лъчеперка от семейство Akysidae.

## Разпространение
Видът е разпространен в Малайзия (Западна Малайзия) и Тайланд.